# BürgerKlub-Tirol

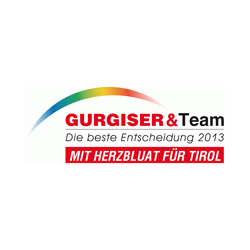
Logo

Der BürgerKlub-Tirol war ein Landtagsklub des Tiroler Landtags, der am 6. November 2009 von den Landtagsabgeordneten Fritz Gurgiser und Thomas Schnitzer als TirolKlub gegründet wurde. Die beiden Abgeordneten hatten bei der Landtagswahl in Tirol 2008 auf der Liste Fritz Dinkhauser kandidiert und waren im Laufe des Jahres 2009 aus dem Landtagsklub von Fritz Dinkhauser ausgeschieden.
Am 18. November 2009 wurde der TirolKlub in Bürgerforum Tirol-Klub umbenannt. Im Rahmen der Landtagssitzung vom 18. November 2009 wurde mit dem „Bürgerforum Tirol-Klub“ der neue Klub anerkannt und sowohl von der Landtagsdirektion als auch vom Landesverfassungsdienst bestätigt. Bei der Landtagswahl in Tirol 2013 kandidierte die Fraktion unter der Kurzbezeichnung GURGISER, scheiterte aber mit 4,84 % der Stimmen knapp an der Fünf-Prozent-Hürde.
Nach laufenden Meinungsverschiedenheiten zwischen Gurgiser und Fritz Dinkhauser war Gurgiser bereits im Juni 2009 aus dem Klub ausgeschlossen worden, wobei Dinkhauser den letztendlich erfolgten Ausschluss mit der Gegenstimme von Gurgiser gegen einen Untersuchungsausschuss gegen Landesrat Anton Steixner begründete. Am 6. November 2009 gaben Gurgiser und der Abgeordnete Schnitzer mit der Gründung des Bürgerforums Tirol die Schaffung eines eigenen Landtagsklubs bekannt. Schnitzer begründete seinen Austritt aus dem Klub von Fritz Dinkhauser damit, dass er „Politik für die Basis“ machen wolle und er sich in seinem bisherigen Landtagsklub als unerwünscht gefühlt hätte. Am 16. Februar 2010 kam es zur vorläufigen Umbenennung in BürgerKlub-Tirol.